# Clypeola elegans
Clypeola elegans är en korsblommig växtart som beskrevs av Pierre Edmond Boissier och Alfred Huet du Pavillon. Clypeola elegans ingår i släktet Clypeola, och familjen korsblommiga växter. Inga underarter finns listade i Catalogue of Life.